# Список объектов всемирного наследия ЮНЕСКО в Алжире
В спи́ске объе́ктов Всеми́рного насле́дия ЮНЕ́СКО в Алжи́ре значится 7 наименований (на 2012 год), это составляет 0,6 % от общего числа (1248 на 2025 год).
6 объектов включены в список по культурным критериям, а 1 объект (плато Тассилин-Аджер) включён по смешанным критериям и признан шедевром человеческого созидательного гения (критерий i) и природным феноменом или пространством исключительной природной красоты и эстетической важности (критерий vii).
Кроме этого, по состоянию на 2010 год, 6 объектов на территории государства находятся в числе кандидатов на включение в список всемирного наследия, в том числе 5 — по культурным критериям и 1 объект — по смешанным.
Алжир ратифицировал Конвенцию об охране всемирного культурного и природного наследия 24 июня 1974 года. Первый объект на территории Алжира был занесён в список в 1980 году на 4-й сессии Комитета всемирного наследия ЮНЕСКО.

## Список
Объекты расположены в порядке их добавления в список всемирного наследия. Если объекты добавлены одновременно, то есть на одной сессии Комитета всемирного наследия ЮНЕСКО, то объекты располагаются по номерам.
| # | Изображение | Название                                                             | Местоположение                 | Время создания  | Год внесения в список | №   | Критерии          |
| - | ----------- | -------------------------------------------------------------------- | ------------------------------ | --------------- | --------------------- | --- | ----------------- |
| 1 |             | Крепость Аль-Кала в древнем городе Бени-Хаммад (араб. قلعة بني حمّاد‎) | Провинция Мсила                | 1007 год        | 1980                  | 102 | iii               |
| 2 |             | Плато Тассилин-Аджер (араб. طاسيلي ناجّر‎)                             | Провинции Иллизи и Таманрассет |                 | 1982                  | 179 | i, iii, vii, viii |
| 3 |             | Долина Мзаб (араб. وادي مزاب‎)                                        | Провинция Гардая               | X век           | 1982                  | 188 | ii, iii, v        |
| 4 |             | Древний город Джемила (араб. جميلة‎)                                  | Провинция Сетиф                | I век           | 1982                  | 191 | iii, iv           |
| 5 |             | Древний город Типаса (араб. تيبازا‎)                                  | Провинция Типаса               | VI век до н. э. | 1982                  | 193 | iii, iv           |
| 6 |             | Древний город Тимгад (араб. تيمجاد‎)                                  | Провинция Батна                | 100 год         | 1982                  | 194 | ii, iii, iv       |
| 7 |             | Старая Касба в Алжире (араб. قصبة الجزائر‎)                           | Провинция Алжир                | 944 год         | 1992                  | 565 | ii, v             |

## Предварительный список
В таблице объекты расположены в порядке их добавления в предварительный список. В данном списке указаны объекты, предложенные правительством Алжира в качестве кандидатов на занесение в список всемирного наследия.
| # | Изображение | Название | Местоположение                                                          | Время создания  | Год внесения в список | №    | Критерии               |
| - | ----------- | --- | ----------------------------------------------------------------------- | --------------- | --------------------- | ---- | ---------------------- |
| 1 |             | Ирригационные системы и крепости (ксары) оазисов Большого Западного Эрга | Провинция Адрар                                                         |                 | 2002                  | 1772 | ii, iii, iv, v         |
| 2 |             | Места и маршруты, связанные с деятельностью Аврелия Августина *Гиппон *Калама *Тибили *Тубурсикум Нумидариум *Мадаврос *Тагаст *Тиддис *Тагура *Милев *Ситифис *Цезарея *Тенес *Тебесса *Тубуна              |                                                                         | IV — V века     | 2002                  | 1773 | i, iii, iv, vi         |
| 3 |             | Город Недрома и горы Трара | Провинция Тлемсен                                                       | XII век         | 2002                  | 1774 | ii, iii, iv, v         |
| 4 |             | Эль-Уэд | Провинция Эль-Уэд                                                       | XI век          | 2002                  | 1775 | ii, iii, iv, v         |
| 5 |             | Королевские мавзолеи Нумидии и Мавретании и доисламские погребальные комплексы *Могила Массиниссы в Эль-Хрубе *Медрасен *Мавретанский королевский мавзолей *Мавзолей Бени Ренана *Джеддары *Могила Тин-Хинан | Провинции Батна, Константина, Типаса, Айн-Темушент, Тиарет, Таманрассет | VI век до н. э. | 2002                  | 1776 | ii, iii, iv            |
| 6 |             | Горы Орес и поселения в ущельях Руфи и Эль-Кантара |                                                                         | —               | 2002                  | 1777 | ii, iii, iv, v, vii, x |